# Élisabeth Zabeth
Élisabeth Zabeth, née le 2 février 1879 à Paris où elle est morte le 8 novembre 1933, est une peintre de paysages et aquarelliste française.

## Biographie
Élisabeth Dupuy naît en 1933 d'Augustin Jacques Dupuy, pharmacien, et de Marie Bénigne Gerboz.
Élève de Louise Thoret, puis de Victor Henry, elle expose au Salon à partir de 1903 et devient Sociétaire des Artistes français. Elle expose en 1908 à la Société Lyonnaise des Beaux-arts Retour de pêche, à Concarneau, en 1911 à la Société internationale d'aquarellistes, en 1913 à la galerie Le Chevallier pour la première exposition de l'"aquarelle moderne" (avec en particulier Louise Stella-Samson); la critique y relève ses « bonnes études de la lumière provençale, vibrant librement dans les horizons vastes, brisant ses rayons sur le sol blanc, les murs roux, plongeant ses reflets dans la masse mouvante des eaux ». Elle expose à la Galerie Georges Petit en 1923 avec la Société des aquarellistes, en 1925 et en 1929. Elle est aux Peintres du Paris moderne en 1928 avec des aquarelles.
Elle obtient une mention honorable au Salon en 1924, une médaille de bronze en 1928 accompagnée du prix Léonie-Dusseuil, une médaille d'argent en 1931 et une médaille d'or en 1933. Elle est 1er prix de l'Union des femmes peintres et sculpteurs en 1933.
Elle meurt célibataire à son domicile de la rue Meslay à l'âge de 54 ans. Elle est inhumée le 10 novembre 1933 au cimetière du Montparnasse.

## Œuvres

### Dans les collections publiques

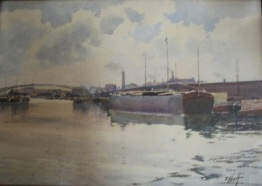
La péniche, canal Saint-Martin, 1925 (aquarelle acquise par l'état).

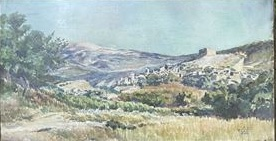
Paysage provençal (aquarelle).

- Au puits, huile sur toile, Musée Charles de Bruyères à Remiremont
- Avignon, aquarelle (Galerie Georges Petit, Salon de l'Art belge, 1927), Hôtel de l'Alma, Maison militaire de la Présidence de la République[12]
- Cour de château avec bassin et jet d'eau, aquarelle, musée d'art d'archéologie et de sciences naturelles de Troyes[13]
- Dans le port de Cap Ferrat, aquarelle, musée d'art d'archéologie et de sciences naturelles de Troyes[14]
- Gros temps, aquarelle, musée d'art d'archéologie et de sciences naturelles de Troyes[15]
- La Moselle à l'auberge du Cheval Blanc, aquarelle, 1927, Musée Charles de Bruyères à Remiremont
- La péniche, canal Saint-Martin, aquarelle (Galerie Georges Petit, Salon des Peintres du Paris moderne,1925), Luxembourg, légation de France[16]
- Le bassin Saint Didier, acquis par l'état en 1924[17]
- Le moulin abandonné, aquarelle (acquis par la Ville de Paris en 1920)[18]
- Lucéram, aquarelle (Galerie Georges Petit, Salon des Artistes de Paris à Bagatelle, 1930), Mairie de Montblanc (Hérault)[19]
- Marché à Saint-Tropez, aquarelle (Galerie Georges Petit, Salon de Bagatelle, 1923), acquis par l'état en 1924, collège français des Lazaristes à Damas[20]
- Saint-Paul, aquarelle (Galerie Georges Petit, 1929), palais du Sénat à Paris[21]

### Autres œuvres
- La fontaine au Dauphin, Mollans-sur-Ouveze, aquarelle (vente 2024)
- Le Pont Marie, aquarelle (vente 1993)[22]
- Pointus à voile latine, quai Marceau à Martigues, aquarelle (vente 2024)